# 新北市淡水社區大學
25°09′58″N 121°26′49″E / 25.16606556°N 121.4469356°E

淡水社區大學，是一所坐落於臺灣新北市淡水區的社區大學，始創於2001年。在清代的百年古蹟建築裡授課的社區大學。

## 校史

### 成立背景
1998年淡水文史團體結合全國各地生態保育、文化團體組成「搶救淡水河行動聯盟」，反對淡水河北側環河快速道路興建而破壞生態、古蹟與人文景觀。英商嘉士洋行倉庫(殼牌倉庫)在搶救的行動中與淡水氣候觀測所、淡水水上飛機場、滬尾海關碼頭等由當時的台北縣政府指定為古蹟而得免拆除被保存下來。
事後，擁有殼牌倉庫的台灣殼牌公司報得英國總公司同意後，將四座大型倉庫及數棟小倉庫的所有權捐贈給淡水文化基金會經營維護，希望進一步促成空間活化，做為學術和文化教育用途。2000年12月淡水文化基金會召開第二屆「淡水文化會議」，廣邀淡水地區教育、文化各界等熱心人士及地方仕紳參與討論，會中決議2001年向台北縣政府提出設立「淡水社區大學」。

### 開創期
2001年8月，淡水社區大學正式成立，舉辦掛牌典禮。
第一學期舉辦「大家相招來讀冊」課程博覽會。
第一學期共有538名學員、開設28門課程，在殼牌倉庫的大榕樹下舉辦開學典禮。

### 擴展期
2006年，殼牌倉庫進行古蹟修護工程，淡水社區大學移至殼牌倉庫外面空地搭建組合屋辦學。
2009年8月，古蹟修復工程大致完工，淡水社區大學重新返回殼牌倉庫。成為台灣第一所在古蹟內辦學的實體社大。
2010年第二學期，秋季班共有1450學員，開設103門課。
2011年第一學期，春季班課程總共規劃139門課程，包括8門免費課程、8門半價優惠課程、30門家庭共學課程，課程內容包括人文藝術、自然科學、社會科學、人才培力、文化傳承、藝術生活、生活勞藝、語言學習、E化生活、健康養生等。

## 歷任校長

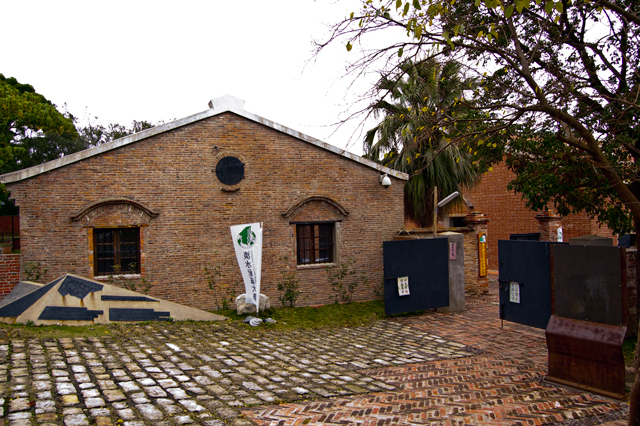
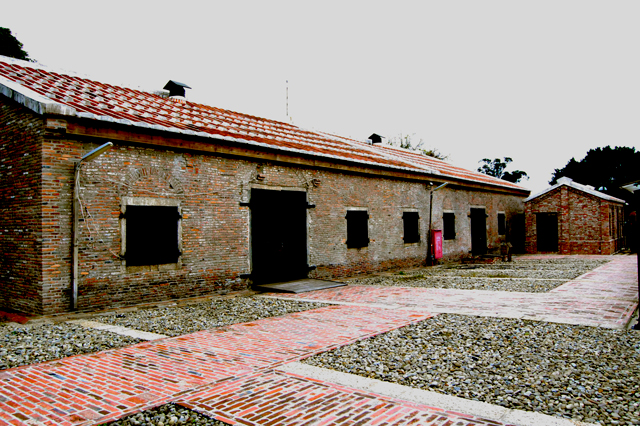
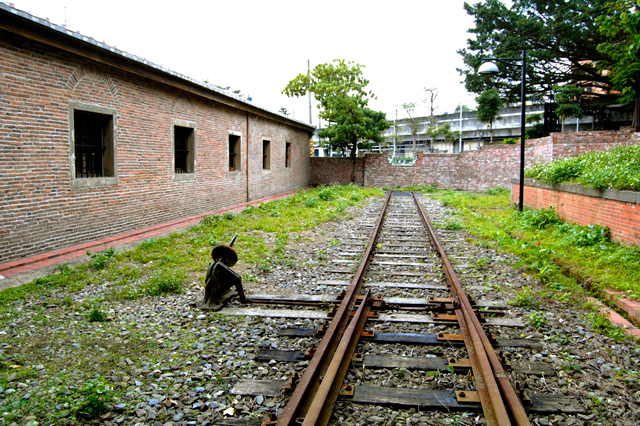
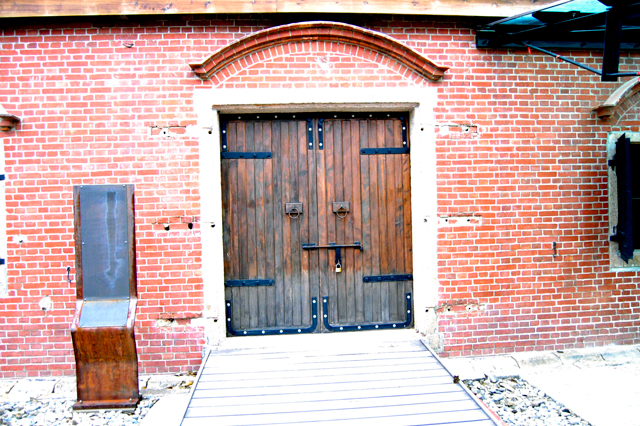
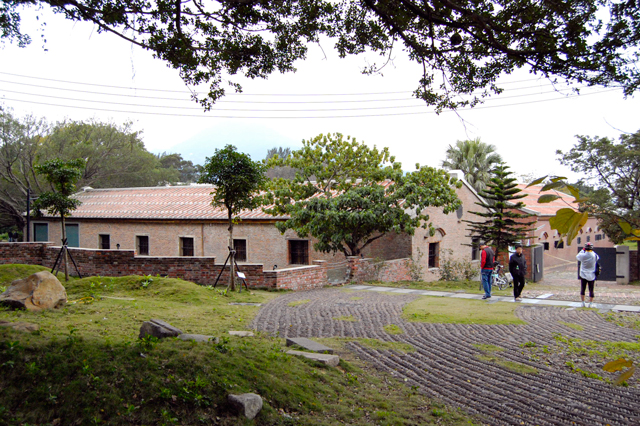
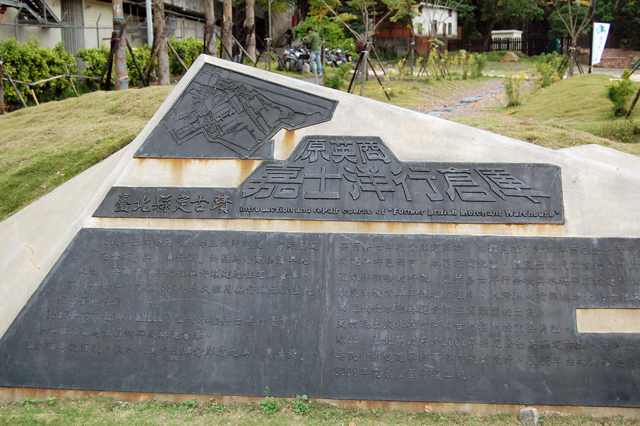
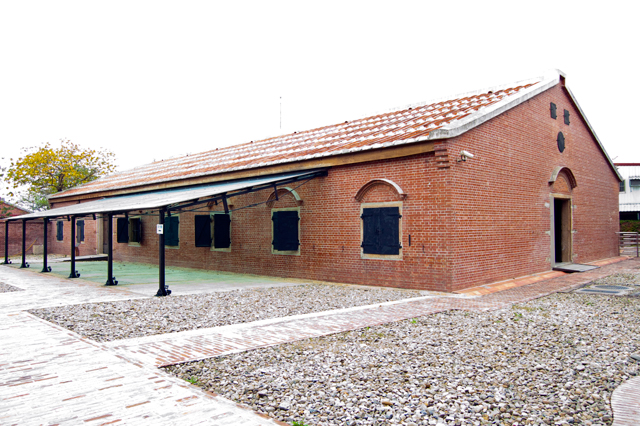
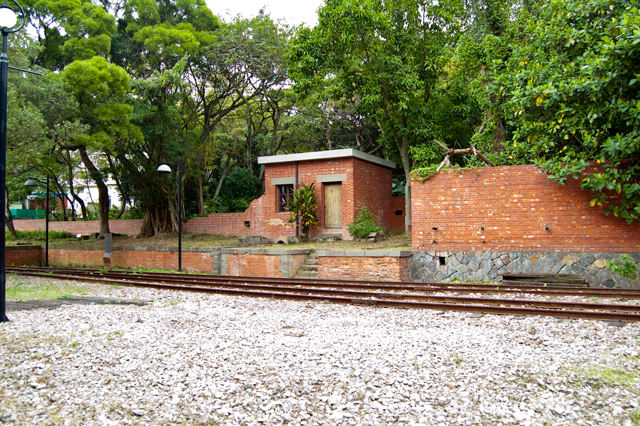

| 姓名            | 任期                |
| --------------- | ------------------- |
| 林雲山 主任     | 2001年8月~2002年5月 |
| 許慧明 代理主任 | 2002年5月~7月       |
| 張建隆 主任     | 2002年8月~2012年7月 |
| 林永雄 主任     | 2012年8月~2014年7月 |
| 江國勇 主任     | 2014年8月~2015年6月 |
| 蘇文魁 代理主任 | 2015年6月~8月       |
| 潘蓬彬 主任     | 2015年8月~2018年1月 |
| 謝德錫 主任     | 2018年1月~7月       |
| 曾義明 主任     | 2018年8月~2020年7月 |
| 蔡造珉 主任     | 2020年8月~迄今      |

## 外部連結
- （中文）淡水社區大學網站 （页面存档备份，存于）
- 新北市淡水社區大學的Facebook專頁
- YouTube上的新北市淡水社區大學頻道